# Lamine Diarra
Lamine Diarra (ur. 20 grudnia 1983 w Bignonie) – senegalski piłkarz występujący na pozycji pomocnika.

## Życiorys
Jest wychowankiem klubu Dakar UC. W 2001 roku został piłkarzem szwajcarskiego Neuchâtel Xamax. W rundzie wiosennej sezonu 2001/2002 był zawodnikiem FC Baden. W latach 2002–2005 występował w FC Aarau. W 2005 roku opuścił Szwajcarię, odchodząc do bośniackiego klubu Zrinjski Mostar. W sezonie 2005/2006 świętował zdobycie mistrzostwa Bośni i Hercegowiny. W sezonie 2006/2007 występował w portugalskim SC Beira-Mar. 1 lipca 2007 został kupiony przez serbski FK Partizan. Wraz z tym klubem czterokrotnie świętował zdobycie mistrzostwa kraju oraz trzykrotnie sięgał po Puchar Serbii. Indywidualnie w sezonie 2008/2009 został królem strzelców ligi. W latach 2010–2011 przebywał na wypożyczeniu w Al-Shabab Dubaj ze Zjednoczonych Emiratów Arabskich. 1 lipca 2012 odszedł do tureckiego Antalyasporu. W rundzie wiosennej sezonu 2015/2016 przebywał na wypożyczeniu w Göztepe A.Ş.. W sezonie 2017/2018 grał w Elazığsporze.

### Kariera reprezentacyjna
W reprezentacji Senegalu zadebiutował 14 października 2009 roku w wygranym 2:0 meczu z Koreą Południową. Był to jego jedyny występ w narodowej kadrze.